# Lodge (Unterkunft)

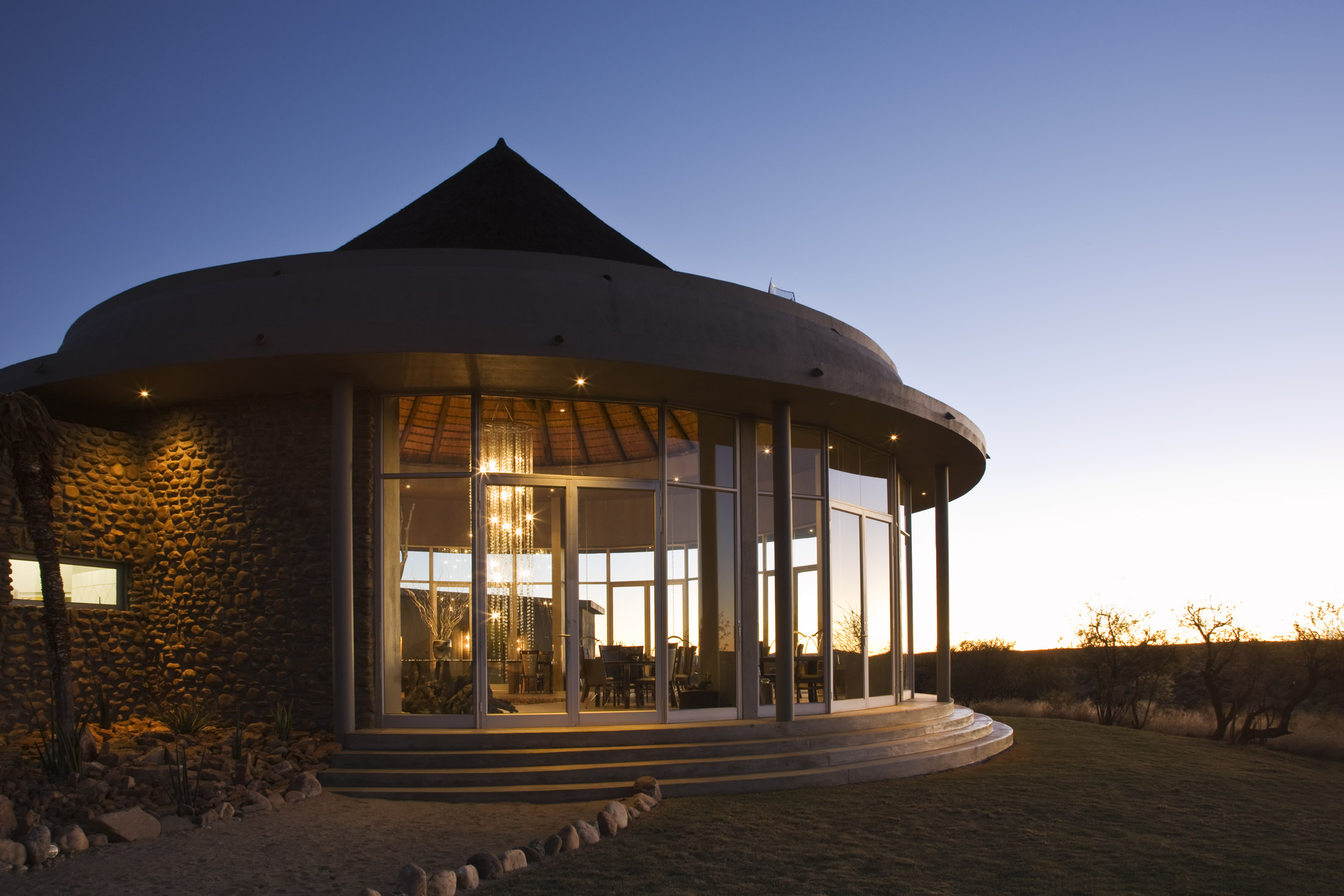
Beispiel einer Lodge in Namibia

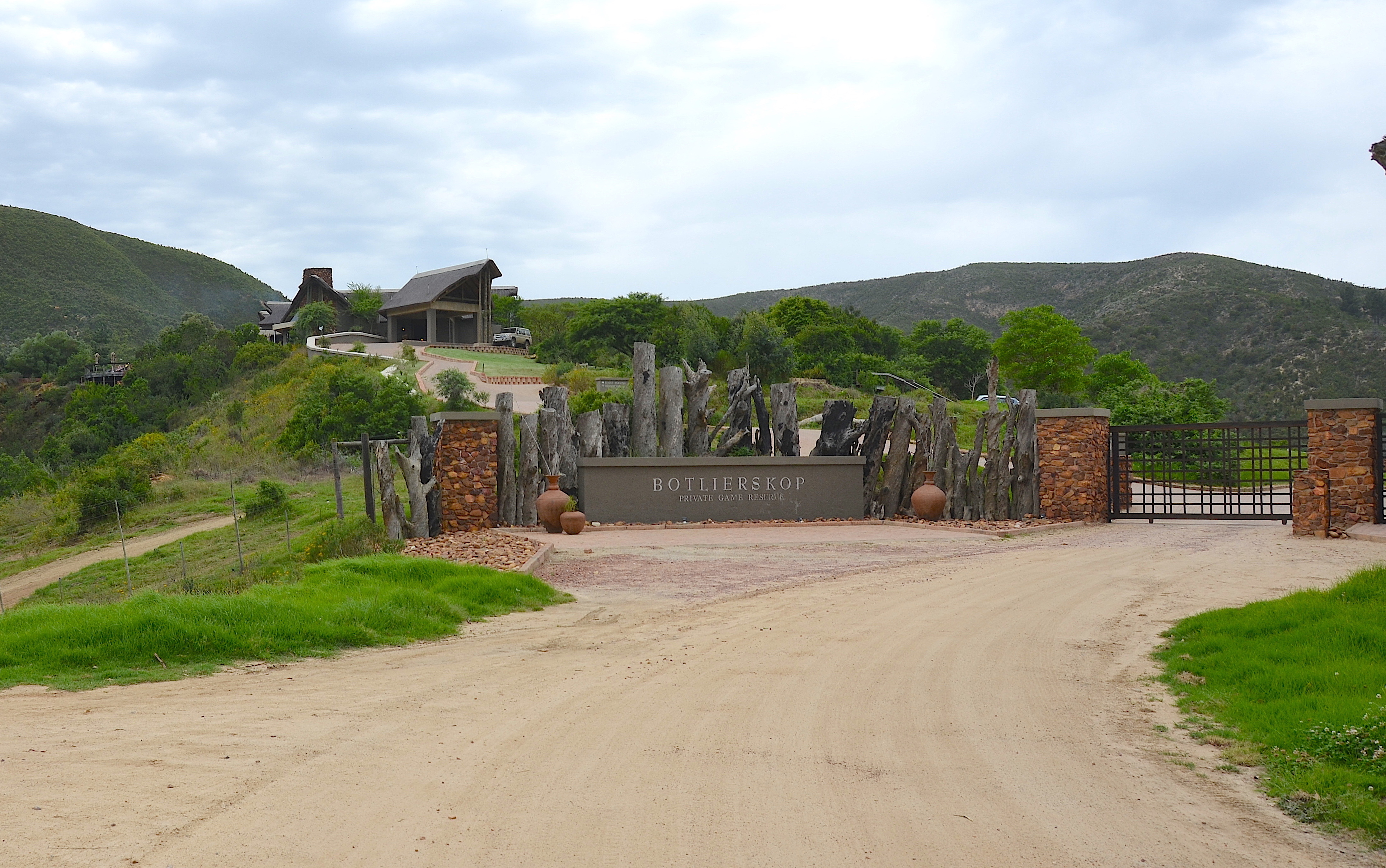
Botlierskop Game Lodge in Südafrika (2015)

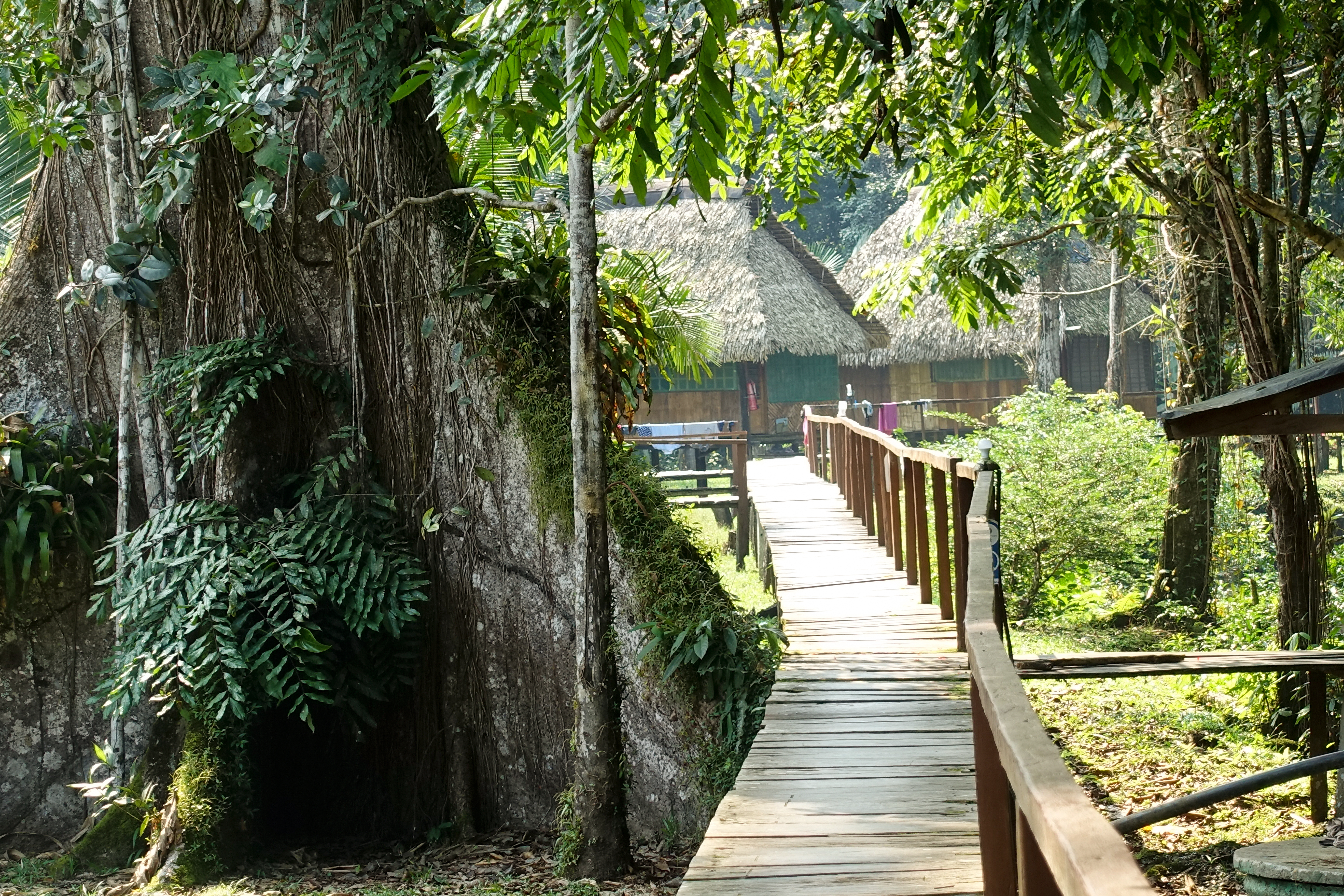
Cuyabeno River Lodge im Cuyabeno-Reservat, Ecuador (2019)

Als Lodge, häufig auch Safari-Lodge, bezeichnete man ursprünglich im südlichen- und östlichen Afrika, heute aber auch in Südamerika, Nordamerika, Indien oder Australien touristische Unterkünfte in Wildnisregionen; zumeist in großen Naturreservaten. Lodges sind demnach Einrichtungen für den Natur- und Ökotourismus. Lodges sind aufgrund ihrer abgeschiedenen Lage teilweise nur mit dem Flugzeug oder Boot zu erreichen.
In anderen Teilen der Erde und historisch wird der Begriff Lodge hingegen mit einfachen  Schutzhütten, zum Beispiel auf Trekkingtouren, gleichgesetzt.

## Südafrika und Namibia
In Südafrika sind die Begriffe Game Lodge (Wildtier-Lodge), Nature Lodge (Naturlodge) und Wilderness Lodge (Wildnis-Lodge) geschützte Begriffe, die nur zugelassenen Unterkunftsunternehmen zustehen. Dieses wird vom Tourism Grading Council of South Africa überwacht. Lodge-Unterkünfte müssen dabei zahlreiche Anforderungen erfüllen.
In Namibia sind Lodges ebenfalls als Lodge oder Tented Lodge (Zeltlodge) geschützte Begriffe der Hotellerie. Sie unterstehen der Zulassung durch das Namibia Tourism Board. Einer der größten Lodge-Betreiber in Namibia ist die Gondwana Collection Namibia.